# The Fall of Ideals
The Fall of Ideals è il terzo album in studio del gruppo musicale statunitense All That Remains pubblicato l'11 luglio 2006.
L'album è il più melodico della band, prodotto dal chitarrista Adam Dutkiewicz della band Killswitch Engage, e assistito dall'ex chitarrista dei Soilwork Peter Wichers. È la prima volta che un loro album entra nella Billboard 200 piazzandosi all 75ª posizione, con 13000 copie vendute. Il 23 maggio 2008 è stato annunciato che l'album ha venduto ben 175000 copie.

## Tracce
1. This Calling – 3:38
2. Not Alone – 3:30
3. It Dwells In Me – 3:14
4. We Stand – 3:47
5. Whispers (I Hear You) – 3:39
6. The Weak Willed – 4:05
7. Six – 3:22
8. Become the Catalyst – 3:06
9. The Air That I Breathe – 3:34
10. Empty Inside – 3:22
11. Indictment – 3:42

## Formazione
- Philip Labonte – voce
- Mike Martin – chitarra elettrica
- Oli Herbert – chitarra acustica, chitarra elettrica
- Jeanne Sagan – basso, piano
- Shannon Lucas – batteria

## Altre apparizioni
- Six è presente anche nel gioco Guitar Hero II.
- This Calling è stata inserita nella colonna sonora del film Saw III - L'enigma senza fine, e in Masters of Horror II.